# Nymphon brevicaudatum
Nymphon brevicaudatum is een zeespin uit de familie Nymphonidae. De soort behoort tot het geslacht Nymphon. Nymphon brevicaudatum werd in 1875 voor het eerst wetenschappelijk beschreven door Miers. 